# تار عنکبوت (فیلم ۱۳۴۲)
تار عنکبوت فیلمی به کارگردانی مهدی میرصمدزاده و نویسندگی مهدی میرصمدزاده، تقی قدسیان محصول سال ۱۳۴۲ است.

## بازیگران
- ایرج قادری
- ویکتوریا
- هوشنگ کاووسی
- طاطایی
- حسین جهانگیری
- کتایون امیرابراهیمی
- یدالله محمدی‌نژاد
- حسین شفیع
- محمود شیخوند
- عباس خاشائی
- چایچیان
- ایرن زازیانس
- فرامرز
- میرزاده
- شاهپور
- مقتدر
- کارولین